# Frederick de Cordova
Frederick Timmins de Cordova, noto anche con lo pseudonimo di Fred de Cordova (New York, 27 ottobre 1910 – Woodland Hills, 15 settembre 2001), è stato un regista e produttore televisivo statunitense.

## Filmografia parziale

### Regia

#### Cinema
- Too Young to Know (1945)
- That Way with Women (1947)
- Love and Learn (1947)
- Always Together (1947)
- Wallflower (1948)
- La bella preda (The Gal Who Took the West) (1949)
- Trafficanti d'uomini (Illegal Entry) (1949)
- La corsara (Buccaneer's Girl) (1950)
- L'aquila del deserto (The Desert Hawk) (1950)
- Bonzo la scimmia sapiente (Bedtime for Bonzo) (1951)
- Here Come the Nelsons (1952)
- Bonzo Goes to College (1952)
- Finders Keepers (1952)
- Il Tenente dinamite (Column South) (1953)
- Frankie e Johnny (Frankie and Johnny) (1966)

#### Televisione
- The George Burns and Gracie Allen Show (1953-1958)
- The Jack Benny Program (1955-1964)
- December Bride (1957-1959)
- The Doris Day Show (1970)
- Io e i miei tre figli (1967-1971)

### Produttore televisivo
- The George Burns and Gracie Allen Show (1953-1958)
- December Bride (1954-1959)
- The Jack Benny Program (1955-1964)
- The Smothers Brothers Show (1965-1966)
- The Tonight Show Starring Johnny Carson (1970-1989 come produttore; 1975-1992 come produttore esecutivo)